# Věnceslav Černý
 (octobre 2023).
Věnceslav Černý, né le 27 janvier 1865 à Staré Benátky (localité près de Benátky nad Jizerou en République tchèque) et mort le 15 avril 1936 à Mladá Boleslav, est un illustrateur et peintre tchèque.

## Biographie
Il étudie d'abord à l'Académie des Beaux-Arts de Prague, puis à l'Académie de Vienne. Il vit dans diverses villes de Bohême : Prague, Mladá Boleslav et Železnice.
Věnceslav se consacre presque exclusivement à l'illustration de livres (en particulier de livres d'aventures) et de magazines (Světozor, Zlatá Praha). Une majeure partie des livres qu'il illustre porte pour thèmes les batailles historiques et la civilisation médiévale, et ce sous forme de dessins et de peintures.
Étant un illustrateur apprécié de plusieurs maisons d'édition à Prague, il illustre de nombreux livres, comme ceux de Lidia Charskaya, František Josef Čečetka (cs), Alois Jirásek, Karl May, Henryk Sienkiewicz. Entre 1893 et 1909, il illustre seize livres de Jules Verne.

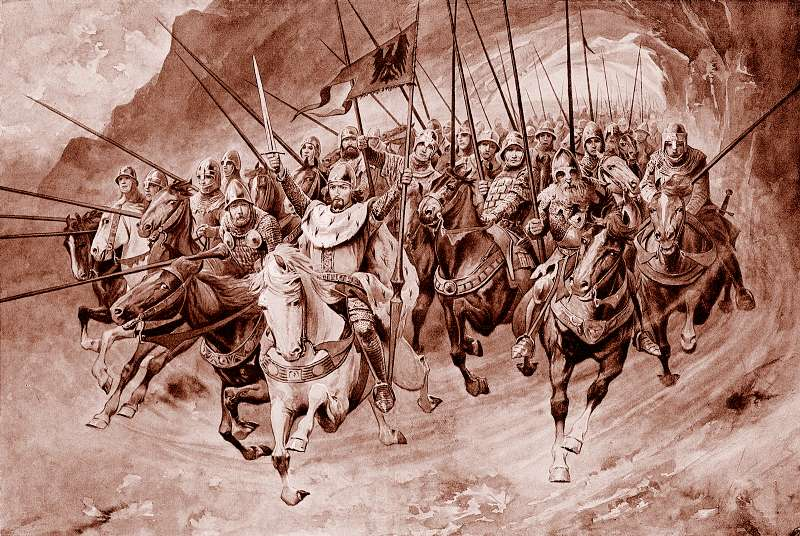
Saint Venceslas se lève de la montagne à la tête des chevaliers de Blanik (1898).